# Вальтер Леманн
Вальтер Леманн (нім. Walter Lehmann; 23 серпня 1903 — 27 травня 1941, Атлантичний океан) — німецький військовий інженер, корветтен-капітан-інженер крігсмаріне.

## Біографія
Під час Другої світової війни служив головним інженером лінкора «Бісмарк». Загинув під час потоплення корабля.